# Landerd
Landerd este o comună în provincia Brabantul de Nord, Țările de Jos.

## Localități componente
Reek, Schaijk, Zeeland